# صنایع دونباس
صنایع دونباس (اوکراینی: Індустріальний союз Донбасу، آوانگاری: Industrialnyi soiuz Donbasu) شرکت کشاورزی اوکراینی است، که در سال ۱۹۹۵ تأسیس شد.